# Simona Cimatti
Simona Cimatti (Bagno di Romagna, 6 maggio 1990) è un'ex calciatrice italiana, di ruolo attaccante.

## Carriera
Ha disputato cinque stagioni tra le file dell'Imolese, per poi trasferirsi nell'estate del 2013 al San Zaccaria, contribuendo alla storica promozione della società ravennate in Serie A. Nel dicembre 2017 ha lasciato il San Zaccaria per trasferirsi al San Marino, partecipante per la seconda stagione consecutiva al campionato di Serie B 2017-2018. Nella stagione successiva è tornata al San Zaccaria, nel frattempo retrocesso in Serie B, passata a girone unico nazionale. Il titolo sportivo del San Zaccaria viene acquistato a campionato da poco iniziato dal Ravenna, che acquisisce anche la rosa. Ha giocato al Ravenna per quattro stagioni consecutive, tutte disputate in Serie B. Al termine della stagione 2021-22 si è ritirata dal calcio giocato, assumendo il ruolo di club manager al Riccione, società partecipante al campionato di Serie C.

## Palmarès

### Club
- Campionato italiano di Serie B: 2

Imolese: 2009-2010
San Zaccaria: 2013-2014

### Individuali
- Capocannoniere della Serie B: 1

San Zaccaria: 2013-2014 (20 reti, ex aequo con Alessia Longato)